# História do muay thai

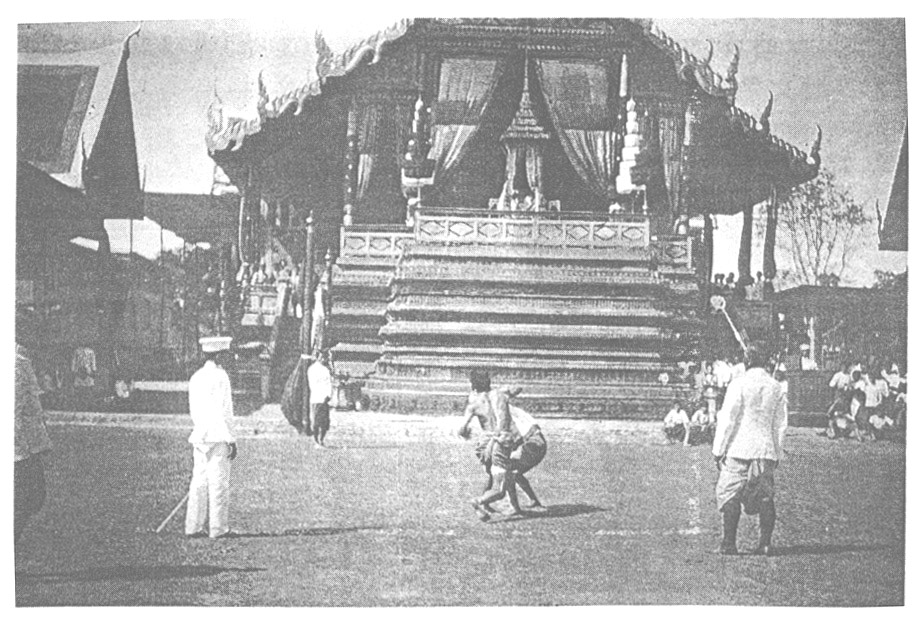
Combate tradicional de muay boran na Tailândia.

A história do muay thai está relacionada com a migração do povo que vivia na província chinesa de Yunnan, localizada às margens do rio Yang Tsé. De acordo com a lenda tailandesa, vários povos partiram dessa província de Yunnam, da China para o local onde hoje se situa a Tailândia, em busca de terras férteis para a agricultura. Porém, durante as suas migrações, os tailandeses eram constantemente atacados por bandidos e animais, para além das diversas doenças a que estavam submetidos. Com o intuito de se proteger e manter o corpo e a mente mais capazes, respondendo às adversidades, os tais criaram um método de luta que, inicialmente, foi chamado de chupasart.
Apesar de grande parte das escrituras que documentavam toda a sua história terem sido perdidas quando Ayutthaya foi saqueada e devastada pelo exército birmanês na Guerra birmano-siamesa (1759-1760), aquilo que é hoje em dia sabido advém dos escritos provenientes da Birmânia e Camboja, quando os primeiros visitantes europeus chegaram ao Sudeste Asiático, onde algumas crônicas do reino de Lanna, atual Chiang Mai foram encontradas.

## Período Sukhothai
A capital da Tailândia neste período situava-se em Sukhothai de 1238 a 1408 EC Segundo inscrições feitas em pedra, Sukhothai teve inúmeros conflitos com as cidades vizinhas, confrontando frequentemente as várias regiões do país. Consequentemente, a cidade viu-se forçada a instilar treinos específicos ao seu exército, empregando o uso de espadas, lanças e outras armas de combate. Para além disso, treinos com foco em lutas corpo a corpo foram bastante úteis para as situações de guerras que se insurgiam no país. Habilidades de combate com o uso de punhos, joelhadas, socos e cotoveladas faziam parte do treino do exército de Sukhothai.
Durante os tempos de paz, o muay thai era praticado enquanto actividade democrática, onde jovens tailandeses treinavam com vista a adquirir aptidões de combate e autodefesa. Assim, este estilo proporcionaria um  meio comum para a preparação prévia da vida ao serviço militar. Centros de treino foram amplamente surgindo em torno da cidade, nomeadamente o Centro de Treino Samakorn em Lopburi outros ocupavam áreas de templos budistas, onde monges serviam enquanto instrutores da arte.
Durante este período, o muay thai foi considerado como uma arte de elevado nível social, tendo sido inclusivamente adotada como parte do currículo real. A intenção de desenvolver poderosos guerreiros com excelente aptidão física, apurando fortes e bravos governantes da cidade. O primeiro rei de Sukhothai, Phokhun Sri In Tharatit, acreditava firmemente nos benefícios que o muay thai poderia oferecer e remeteu os seus dois filhos para o Centro de Treino Samakorn, preparando-os para a sua sucessão ao trono. Entre 1275 e 1317 EC Phokhun Ram Khamhaeng escreveu um texto de guerra que incluía ensinamentos de muay thai, assim como outras habilidades de combate.

## Período Krungsri Ayutthaya

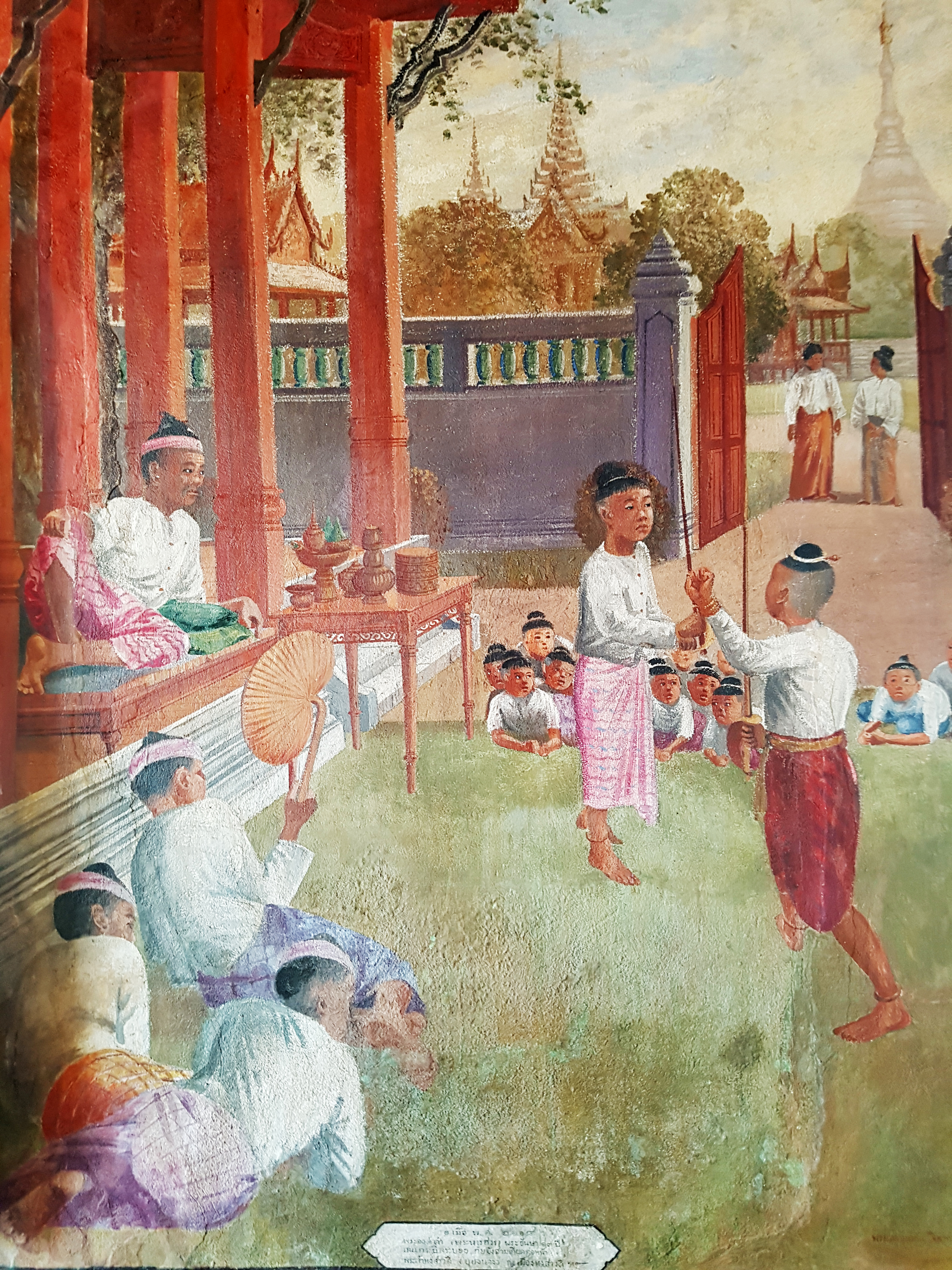
Pintura mural do rei Naresuan

O período Ayutthaya decorreu entre 1445 e 1767 EC. Esta era caracteriza-se pela inúmeras guerras entre a Tailândia, Birmânia e Camboja. O muay thai foi então um meio de preparação através do desenvolvimento de atividades de auto-defesa. Mestre de significativa experiência na arte transmitiam os conhecimentos desta arte marcial ao povo tailandês, deixando de ser uma matéria antes restrita ao palácio real. O Phudaisawan Sword Training Center foi um local bastante popular nesta era, possuindo vários alunos que aprendiam a disciplina. Estes eram treinados com espadas de vime na arte de combate com espadas e corpo a corpo. A partir da aprendizagem de combates sem a utilização de armas os soldados passaram a aprender o estilo de luta antecessor do mauy thai, o muay boran. Os centros de formação de muay thai da época, começaram a transmitir estes conhecimentos ao povo.

### Rei Naresuan (1590-1604 d.C.)
O rei Naresuan, grande admirador do muay thai, treinaria com jovens da sua idade, com o propósito de os tornar guerreiros com elevadas capacidades físicas e mentais próprias do muay thai. Estes foram forçados a aprender tanto o combate com todo o tipo de armas, como a luta contacto em pé. Naresuan criou um Corpo de Escutismo, para confrontos de guerrilhas. Foi precisamente este corpo de soldados que conseguiram libertar a Tailândia da Birmânia durante este período.

### Rei Narai (1604-1690 d.C.)
Durante este período, a Tailândia viveu momentos de paz, com a oportunidade de desenvolvimento social, económico e militar do reino. O rei Narai apoiou e promoveu a prática de desportos, especialmente do muay thai, que se tornaria um desporto de elevado estatuto nacional. Nesta época os centros de treino da modalidade aumentaram gradativamente. Áreas especificas para a prática de combates foram desenvolvidas, criando-se ringues e terrenos regulares, em que apenas uma corda circunscrevia o espaço legal do confronto, delineando um quadrado para o combate. Os lutadores enrolavam finas ligaduras nos seus punhos e embebiam-nos em amido grosso ou alcatrão. Esta técnica foi designada de  Kad-Chuck (enrolo de ligaduras) ou  Muay Kad-Chuck (combate com ligaduras).
Outro equipamento utilizado pelos lutadores de muay thai, era o mongkon, uma faixa semelhante a um cordão empregue na cabeça do atleta. Para além disso, nos braços eram utilizados amuletos durante os combates, denominados de prajied ou praprajiat.  Os confrontos não eram desenvolvidos de acordo com as regras actualmente estipuladas. O peso, altura e idade não determinavam os combates a executar. Todos podiam confrontar atletas de todo o tamanho e idade. O tempo do combate não era estabelecido por qualquer regra universal, assim os confrontos terminavam quando um dos atletas desistisse, fosse morto ou claramente derrotado dependendo dos casos. Disputas entre lutadores de diferentes aldeias eram frequentes. Assim, a realização de combates em festivais populares tornou-se bastante comum sempre na presença de actividades de muay thai.

### Rei Prachao Sua (1697-1709 EC)
O rei Prachao Sua, também conhecido por Rei Tigre assim como por Khun Luang Sorasak era um grande admirador deste desporto. Conta a história que a determinada altura, o rei teria viajado para um distrito da Tailândia chamado Tambol Talad-guad acompanhado por quatro guardas da realeza, para participar numa competição de Muay Thai. O promotor do evento, apesar de não reconhecer o rei, sabia que este vinha de Ayutthaya. Assim, concedeu-lhe o confronto com exímios lutadores da cidade de Wisetchaichan, conhecidos por Nai Klan Madtai ("matando com punhos"), Nai Yai Madlek ("punhos de ferro"), e Nai Lek Madnak ("socos fortes"). O rei foi capaz de vencer nos três combates, algo inédito para a época. O Rei Tigre treinou os seus dois filhos, o príncipe Petch e o príncipe Porn ensinando-lhes modalidades distintas como wrestling, muay thai e krabi krabong.
Durante a primeira metade do período Ayutthaya, o Departament of Royal Boxing foi fundado. Esta repartição teve a responsabilidade de recrutar jovens e talentosos lutadores para a realização de combates que serviam como entretenimento do rei. Este eram também responsáveis pela segurança do palácio real assim com da sua majestade. Tornando-se mestre de muay thai, esta elite de lutadores do boxe tailandês, treinaram soldados do exército assim como os príncipes da época. Em finais do período Ayutthaya, após a segunda derrota da Birmânia em 1767, um notável lutador emergiu.

### Nai Khanomtom
Nai Khanomtom foi prisioneiro de guerra capturado pelos birmaneses quando Ayutthaya foi saqueada pela segunda vez. Em 1774, o rei da Birmânia, Angwa, realizou uma celebração para a Grande Pagoda em Rangoon. O muay thai foi incluído nas celebrações. Pugilistas tailandeses foram convidados para confrontar lutadores birmaneses. No dia 17 de março do mesmo ano, Nai Khanomtom combateu e derrotou 10 lutadores da Birmânia sucessivamente sem qualquer tempo de descanso entre as partidas. Esta seria a primeira vez que o muay thai seria empregue sobre qualquer competição fora do seu país de origem. Pelas suas realizações, Nai Khanomtom foi homenageado como o "pai do muay thai" ou o "criador do muay thai". Este acontecimento fomentou ao feriado nacional dedicado ao "Dia do Muay Thai".

## Período Thonburi
O período Thonburi estendeu-se durante 1767 e 1781. Este foi um período de reorganização política e económica, após a restauração da paz no reino. O treino de muay thai consistia primeiramente em combates de homem para homem, durante as guerras assim como no serviço militar.
A organização de disputas competitivas de muay thai, envolveu diferentes campos de treino, incluindo as existentes em áreas remotas do país. Não existe nenhuma evidência que comprove a existência de regras ou qualquer tipo de regulamentos. Acredita-se que os lutadores competiam sem um sistema de pontuação pré-estabelecido que determinasse o resultado final. Isto leva a concluir que o desfecho seria decidido após a desistência ou o K.O de um dos participantes do confronto.
As disputas ocorriam em espaços abertos, principalmente em locais associados a um templo. Os atletas utilizavam ligaduras, assim como o mongkon e um ou dois praprajiat, dependendo da preferência do lutador.

## Período Ratanakosin
A primeira era deste período compreende o governo do rei Rama I até ao rei Rama IV (1782-1868). A partir deste momento o muay thai foi considerado um desporto de combate nacional. Este era encarado como parte essencial de cada festival. Regras e regulamentos foram inclusas, nomeadamente ao estabelecimento de rounds separados por intervalos de descanso. Um interessante método de cronometragem foi então desenvolvido. Com a utilização de cascas de coco, onde um buraco era em cada uma delas perfurado, utilizavam conjuntamente um depósito de água onde colocavam a casca em simples flutuação. Quando a casca de coco submergisse, um tambor era tocado, sinalizando o final da ronda. Não existia limite para o número de rounds, então os lutadores lutavam até que houvesse um claro vencedor ou que um deles desistisse.

### Reinado de Rama I (1782-1809 d.C.)
Em 1782, Phaya Tak (Taksin) foi substituído pelo seu oficial Chao Pharaya Chakri, o qual ascendeu ao trono como Rei Rama I em 1782, tornando-se o primeiro governante da Dinastia Chakri, a qual se manteve até aos dias de hoje. O rei foi um grande entusiasta do muay thai desde muito cedo, treinado como um lutador e viajado para assistir a eventos por todo o reino. Em 1788 AEC, dois irmão estrangeiros, que viajava por todo o mundo, chegaram a Bangkok de barco. O mais jovem dos dois revelou-se um bom lutador, ganhando inclusive vários prémios em combates realizados em várias regiões internacionais. Ambos derrotaram inúmeros lutadores por toda a Península da Indochina. O Rei Rama I consultou o príncipe herdeiro, Pra Ya Pra Klang, o seu irmão, que se disponibilizou para procurar atletas de renome para confrontar os lutadores franceses. Este pedido foi enviado ao Rei Rama I e, após consulta com Pra Raja Wangboworn, o Diretor do Departamento de Muay Thai, uma aposta de 50 changs (4.000 baht) foi acordado. Pra Raja Wangboworn selecionou um bom lutador chamado Muen Han para combater o estrangeiro num ringue criado por trás do templo Wat Phra Kaew, no Grande Palácio de Bangkok. Era de 20 metros quadrados e havia uma área de recepção criada nas proximidades. Antes do combate, Muen Han foi afinado com uma pomada de ervas e fez uso das prajiads nos braços. O tailandês foi então levado para o ringue sobre os ombros de um amigo. Quando a luta começou, ficou claro que o estrangeiro era muito pesado, mais alto e mais forte do que Muen Han. Quando o estrangeiro se aproximou do oponente, empregou uma técnica durante o clinch para tentar partir o pescoço e clavícula do lutador tailandês. Para enfrentar essas táticas, Muen Han tentou golpeá-lo e fazer uso de vários circulares. Com a vantagem de ser mais rápido do que o estrangeiro, Muen Han tentou controlar o combate. Entretanto, o estrangeiro começou a dar sinais de cansaço, tornando-se previsível a sua derrota. O seu irmão, apercebendo-se disso, entrou no ringue para ajudar seu irmão mais novo. Isso causou um tumulto entre os espectadores, e os irmão acabaram por ser injuriados. Após recuperarem os seus ferimentos, deixaram Tailândia.

### Reinado de Rama II (1809-1824 d.C.)
O rei era Pra Buddha Lert La Napa-Lai que, quando jovem, treinou no Centro de Treino Bang Wa Yai (Wat Rakangkositaram) com o mestre e general do exército, Somdet Prawanarat (Tong You). Aos 16 anos, aprendeu mais sobre o muay thai do Departamento de Boxe. O nome foi por ele alterado de Ram Mad Ram Muay, para o actual Muay Thai.

### Reinado de Rama III (1824-1851)
Nangklao - Rei Rama III - aprendeu muay Thai no Departamento de Boxe. Durante o seu reinado, os jovens tailandeses adoravam lutar e aprenderam muay thai e krabi krabong de Khun Ying Moe. Khun Ying Moe tornou-se famoso por levar com ele muitas jovens mulheres corajosas para derrotar os soldados invasores do príncipe Anuwong de Vientienne, Laos, que estavam a atacar a cidade de Korat.

### Reinado de Rama IV (1851-1868 d.C.)
Enquanto jovem, Mongkut - o rei Rama IV - adorava equipar-se como um lutador e também gostava de krabi krabong. Lutou e competiu em krabi krabong durante os festivais nas terras do Templo do Buda de Esmeralda. Durante esse período, a Tailândia pôde observar um crescimento significativo dos desportos e da cultura ocidentais. No entanto, o muay thai continuou a ser uma actividade popular e um forte símbolo da cultura tailandesa.

### Reinado deRama V(1868-1910 d.C.)
Período considerado como a idade de ouro do muay thai, foi durante o reinado do rei Rama V, que aprendeu a arte no Departamento de Boxe com mestre Luang Pola Yotanuyoke. Adorando ver e lutar, fez muito para promover o desporto desde o final da década de 1880 até à virada do século. De tempos em tempos, promovia torneios de Muay Luang, ou centros de boxe da realeza em todo o reino, que servia como uma estratégia para o rei que ordenava a que os oficiais da realeza organizassem e escolhessem os melhores pugilistas para lutar em seu nome em festivais e eventos particulares. Os vencedores de tais eventos eram promovidos por Sua Majestade a uma posição chamada "Muen", ou oficial de primeiro escalão.
Em 1887 foi criado o Departamento de Educação, com o muay thai como parte do currículo escolar dos professores de educação física e na Royal Military Cadet School de Prachufachomktao.

### Reinado deRama VI(1910-1925 d.C.)
O Muay Thai foi introduzido na Europa e no resto do mundo durante a primeira grande guerra. Os soldados tailandeses estavam estacionados na França, e o comandante organizava lutas de Muay Thai para aumentar o moral dos militares. Os boxeadores franceses frequentemente participavam e competiam contra os lutadores tailandeses.
Foi no reinado do rei Rama VI que o ring cercado por cordas entrou em uso, assim como a marcação do tempo pelo relógio. Antes desse período, a cronometragem era feita flutuando uma casca de coco - thanan (ทะนาน) - perfurada num vazilhame. Quando o pedaço de coco afundou, um tambor sinalizou o fim da ronda.
O primeiro estádio efectivo de boxe foi construído na Escola Suan Khoolab após a guerra. Ainda não utilizavam as luvas modernas de hoje, e as mãos dos lutadores eram envoltas em cordas de algodão e cânhamo. Os mongkongs eram usados na cabeça e prajiats em volta dos bíceps.
Acredita-se que o estilo distinto do Muay Thai tenha se desenvolvido ao longo dos séculos, à medida que as principais tribos daquela época (uma das quais eram os siameses) migraram através da China, Vietnã, Laos, Birmânia e Camboja. As tribos tailandesas moveram-se para o sul, lutando ferozmente para sobreviver enquanto encontravam outras tribos no que hoje é o norte e centro da Tailândia, e no extremo sul da Malásia.
Os elementos rudimentares que definiram o Boxe Tailandês como estilo de luta começaram a criar as suas raízes. Através de treino, exercícios militares, combates e perdas de vidas, as técnicas tornaram-se precisas e especializadas. O objetivo de cada golpe e movimento é desferir um golpe de tal forma insuportável e debilitante que permitiria ao lutador superar rapidamente os seus rivais sem ficar exposto a um ataque. Assim, a técnica adequada e os golpes de força eram um elemento vital no seu treino. Os soldados veteranos e pais ensinaram os seus alunos e filhos táticas e técnicas ofensivas e defensivas, postura e posicionamento adequados e habilidades para aumentar a consciência. Esses alunos e filhos passaram a ensinar os seus filhos e, a partir daí, os principais elementos que compõem o Muay Thai hoje tornaram-se uma permissa definitiva da que conhecemos hoje.
Parece que a forma mais eficaz de combate corpo a corpo evoluiu de uma maneira bastante semelhante à da teoria de Darwin. Exigia-se a sobrevivência dos mais aptos: aqueles que lutaram e venceram viveram e ensinaram outros antes de eventualmente serem derrotados.
Os tailandeses estavam constantemente em guarda, antecipando ataques de países vizinhos como a Birmânia e o Camboja. Os birmaneses e os tailandeses lutaram entre si em muitas guerras ao longo dos séculos, causando muita destruição em ambos os países. As guerras contra os birmaneses, cambojanos e outros invasores ajudaram a refinar a arte do Muay Thai, ensinando aos combatentes tailandeses muito sobre o combate.
Quando os jovens voltavam do serviço militar tailandês, muitas vezes participavam de partidas por desporte e divertimento. Os soldados mais velhos, sobreviventes de muitas batalhas e confrontos corpo a corpo, tornaram-se “Kroo Muay” – instrutores e professores. Um lutador local de cada província, cidade e vilarejo que se mostrasse promissor no desporto conquistaria o respeito e o apoio dos habitantes locais. O amor pelo desporto e a importância de um sistema de defesa eficaz para o reino fizeram do Muay Thai uma parte vital da cultura tailandesa pelos próximos 500 anos, à medida que as habilidades eram transmitidas de geração em geração.